# Josip Sobin
Josip Sobin  (Split, Croacia, 31 de agosto de 1989) es un jugador croata de baloncesto. Mide 2,05 metros de altura y ocupa la posición de Pívot en las filas del Anwil Włocławek de la Polska Liga Koszykówki, la primera categoría del baloncesto polaco. Hijo del jugador de baloncesto Goran Sobin.

## Biografía
Tras formarse en el KK Split con el que debutó en la Liga Adriática siendo aún junior y tras jugar una campaña cedido en el Trogir ZP, desarrolló su carrera hasta 2013 en el KK Split. 
Más tarde, jugó dos temporadas ha defendido los colores del KK Zadar con el que ha cobrado cada año más responsabilidad. Así ha concluido este último curso con unos promedios de 13 puntos y 8,7 rebotes en la Liga Adriática, lo que le convirtió en el tercer máximo reboteador de la competición que reúne a equipos de Croacia, Serbia o Eslovenia, entre otros países.
En 2015 el pívot internacional croata se convierte en nuevo jugador del Montakit Fuenlabrada.
En junio de 2021, firma por el MKS Dabrowa Gornicza de la PLK.
En la temporada 2022-23, firma por el Anwil Włocławek de la Polska Liga Koszykówki, la primera categoría del baloncesto polaco.